# ۲۹۰ (قمری)
۲۹۰ (قمری)، دویست و نودمین سال در گاهشماری هجری قمری است. اول محرم این سال برابر با دهم دسامبر سال ۹۰۲ میلادی است.

## رویدادها
- پیروزی‌های پی‌درپی قرمطیان بر سپاهیان خلیفه در شام
- پذیرش فرمانروایی طاهر بن محمد بن عمرو لیث بر فارس از سوی مکتفی خلیفهٔ عباسی

## منبع
- مشکویه رازی، تجارب‌الامم، ترجمهٔ علینقی منزوی، جلد پنجم، چاپ اول، انتشارات توس، ۱۳۷۶